# Peuketer
Peuketerne var en Iapygiansk stamme, som beboede det vestlige og centrale Apulien i den klassiske oldtid.
To andre iapygiske stammer, daunierne og messapierne, beboede henholdsvis det nordlige og det sydlige Apulien. Alle tre stammer talte det messapiske sprog, men havde udviklet separate arkæologiske kulturer i det syvende århundrede f.Kr. Dog talte man også oldgræsk og oskisk sprog på det peuketiske territorium, da legenderne om valutaerne fra Rubi og Azetium var tresprogede. Peuketere levede i den eponyme region Peucetia, som var omkranset af Ofanto-floden og Murge i nord, Bradano-floden i vest og territorier af den græske koloni Taras og Messapians i syd. Denne region er i dag meste sammenfaldende med storbyområdet for Bari og dele af provinserne Taranto og Barletta-Andria-Trani.

## Referancer
1. ↑  "Peucezi nell'Enciclopedia Treccani". www.treccani.it (italiensk). Hentet 2023-10-20.
2. ↑  Salvemini Biagio, Massafra Angelo (maj 2014). Storia della Puglia. Dalle origini al Seicento (italiensk). Laterza. ISBN 9788858113882.
3. ↑  Carpenter, Lynch & Robinson 2014, s. 2, 18, 34 and 38–39.